# Magyarországi népszámlálások
Az első teljes körű magyarországi népszámlálást II. József rendeletére, 1784 és 1787 között hajtották végre. A még 1867-ben eltervezett népszámlálás csak 1869-ben, illetőleg 1870 első napjaitól kezdődhetett el.  Így a hivatalos népszámlálások sorozata Magyarországon 1870. januárban indult az 1869. évi III. törvénycikk alapján; azóta nagyjából tízévenként tartanak Magyarországon népszámlálást. A népszámlálásokat a Központi Statisztikai Hivatal (KSH) végzi.

## Módszertana
A népszámlálás állapotfelvétel, egy adott időpontra vonatkozik. 
Az összeírásra az egész országban egyidejűleg, azonos tartalommal és egységes módszertani alapon, minden lakásra és személyre kiterjedően kerül sor. A 21. században a népszámlálás eszmei időpontját (azaz az ekkor fennálló állapotot alapul véve történik az adatfelvétel), tartalmát és mikéntjét az Európai Unió népszámlálási rendelete és az Országgyűlés a népszámlálási törvényben határozza meg.
A népszámlálás során össze kell írni az adott időpontban Magyarország területén élő természetes személyeket, valamint az ország területén minden lakást, lakott üdülőt és közösségi éjszakai elhelyezést szolgáló intézményt.
A népszámlálási kérdésekre törvényi felhatalmazás alapján a válaszadás mindig kötelező, kivételt képeznek ez alól a szenzitív (érzékeny) kérdések, amelyekre a válaszadás önkéntes.
Összeírandó személyek:
- Minden magyar állampolgár, 
  - aki az ország területén életvitelszerűen él,
  - vagy ha külföldön van, akkor csak átmenetileg (12 hónapnál rövidebb ideig) tartózkodik ott.
- Minden külföldi állampolgár és hontalan személy, aki az ország területén 3 hónapnál hosszabb ideig tartózkodik.

Fő szabály szerint minden személyt egy lakcímen, az életvitelszerűen használt lakóhelyén írnak össze. Az egyszeri összeírás szabálya alól kivételt jelentenek a háztartások azon tagjai, akik tanulás, munkavégzés vagy egyéb ok miatt máshol (pl. kollégiumban, munkásszálláson, albérletben) laknak, de hetente, kéthetente, havonta hazajárnak a családjukhoz, mivel nekik két helyen kell kérdőívet kitölteni: az életvitelszerűen használt lakóhelyen és a családi otthonban is, de az adatbázisban csak az életvitelszerűen használt lakóhely településén regisztrálják. Ez adja a lakónépesség alapját.
Felmérésre kerülnek:
- Népesség, népmozgalom

A népességadatok az 1870–1960-ig terjedő időszakban a jelenlévő népességre (az eszmei időpontban az összeírás helyén tartózkodók), az 1970-től az állandó (bejelentett állandó lakóhellyel rendelkező személyek, függetlenül attól, hogy van-e máshol bejelentett tartózkodási helyük függetlenül attól, hogy az eszmei időpontban ideiglenesen máshol – például külföldön – tartózkodnak az eszmei időpontban) és a lakónépességre (mindazok, akiknek a népszámlálás eszmei időpontjában egyetlen lakóhelyük az összeírás helye, illetve ha többlakóhellyel rendelkeznek, az összeírás helyét tekintik életvitelszerű lakóhelyüknek, fedél nélküli hajléktalanok, akiknek Magyarországon van az állandó otthonuk, de átmenetileg – 12 hónapnál rövidebb ideig – külföldön tartózkodó magyar állampolgárok, illetve külföldiek akkor, amennyiben legalább 12 hónapja életvitelszerűen Magyarországon élnek, vagy szándékoznak élni) vonatkoznak. Az adatok 1870–1890 között csak a polgári, ez után az összes népesség számát foglalják magukba. A népességadatokba tartozó életkor, valamint a családi állapot szerinti megoszlást mutató adatok ötéves és összevont korcsoportként (kyermek-, fiatal aktív, idősebb aktív és időskorú) kerülnek feldolgozásra.
A népmozgalmi statisztikai adatok a népesség változását alapvetően befolyásoló tényezőkről (születések, halálozások, házasságkötések, bejegyzett élettársi kapcsolatok és válások, valamint belföldi és a nemzetközi vándorlások) nyújtott információk.
- Iskolázottság
- Nyelvismeret
- Gazdasági aktivitás, ingázás

A népszámlálás eszmei időpontját megelőző héten végzett tevékenység alapján kerül felmérésre. A gazdaságilag aktív népesség a foglalkoztatottakból és a munkanélküliekből tevődik össze. A nemzetközi ajánlásoknak megfelelően foglalkoztatottnak minősül minden 15 éves és idősebb személy, aki az eszmei időpontot megelőző héten legalább egy órányi, (jogi kereteitől függetlenül pénz- vagy természetbeni) jövedelmet, juttatást biztosító munkát végzett, vagy rendszeres foglalkozásától (pl. betegség miatti távollét vagy fizetett, illetve fizetés nélküli szabadság miatt) csak átmenetileg volt távol. Foglalkoztatottak (aktív keresők) mindazok, akik munkaviszonyban, kormánytisztviselői, köztisztviselői, közalkalmazotti jogviszonyban, bírói, ügyészi szolgálati viszonyban, munkavégzési kötelezettséggel járó tagsági viszonyban állnak bármely munkáltatóval, illetve munkaszerződéssel, vállalkozói engedéllyel rendelkeznek, továbbá a háztartáshoz tartozó gazdaságban vagy vállalkozásban, segítő családtagként végzett rendszeres tevékenység, az alkalmi munka, a közhasznú munkában, közmunkában való részvétel, illetve az egyéb nem szerződéses jogviszonyban végzett munka is. 1990. évi népszámlálástól a foglalkoztatottak közé tartoznak a nyugdíj, gyed, gyes, gyet mellett dolgozók, továbbá – amennyiben az intézetben dolgoznak – a büntetés-végrehajtási intézetben fogva tartottak is. Foglalkoztatottnak számítanak a 15 éves és idősebb nappali tagozatos tanulók is abban az esetben, ha az eszmei időpontot megelőző héten legalább egy órát dolgoztak. A sorkatonai, tartalékos katonai szolgálatot teljesítő, valamint a büntetésvégrehajtási intézetekben fogva tartott személyeket akkor tartoznak a foglalkoztatottak közé, ha bevonulásuk, illetve büntetés-végrehajtási intézetbe kerülésük előtt dolgoztak. Az idénymunkások, alkalmi munkások akkor is a foglalkoztatottak közé számítottak, ha az eszmei időpontot megelőző héten nem dolgoztak.
Munkanélküli az a személy, aki az eszmei időpontot megelőző héten nem dolgozott, az eszmei időpontot megelőző négy hét folyamán aktívan munkát keresett (állás után érdeklődött a Munkaügyi Központnál, munkaközvetítő irodánál vagy magán-munkaközvetítőnél, személyesen vagy írásban megkeresett valamilyen munkáltatót, munkavállalás céljából hirdetést adott fel, hirdetésre válaszolt, rokonoknál, ismerősöknél érdeklődött munkaalkalom iránt vagy vállalkozás indítását intézte), valamint úgy nyilatkozott, hogy legfeljebb két héten belül munkába tudna állni. Ennek nem feltétele a munkanélküli-ellátásban (pl. munkanélküli-járadék) való részesülés.
A gazdaságilag nem aktív népesség inaktív keresőkbőlk, akik a felvétel eszmei időpontjában keresőtevékenységet nem folytattak, de keresettel, jövedelemmel rendelkeztek (például saját jogú nyugellátásban, gyermekgondozás (nevelés) címen vagy szociális ellátásban részesülők, illetve a vagyonukból vagy egyéb, nem munkával kapcsolatos jövedelemből élők) és eltartottakból áll.
- A népesség nemzetiségi hovatartozását befolyásoló tényezők

Az úgynevezett különleges adatok közé tartoznak, a népszámlálási törvény alapján a válaszadás e kérdésekre önkéntes.
A nemzetiségen (ahol egy személy több nemzetiséghez tartozónak is vallhatja magát) kívül az anyanyelv, a családi-baráti körben beszélt nyelv is felmérésre kerül.
A nemzetiségek jogairól szóló 2011. évi CLXXIX. törvény felsorolja a hazai nemzetiségeket, amelyek a következők: bolgár, cigány, görög, horvát, lengyel, német, örmény, román, ruszin, szerb, szlovák, szlovén, ukrán.
- Vallás, felekezet

Az úgynevezett különleges adatok közé tartoznak, a népszámlálási törvény alapján a válaszadás e kérdésekre önkéntes.
A vallás, felekezet kérdése nem terjed ki a vallás gyakorlására, a vallásosságra, vagy valamely egyházhoz, felekezethez, vallási közösséghez való adminisztratív tartozásra.
A „nem tartozik vallási közösséghez, felekezethez” kategóriába tartoznak azok a személyek, akik nem ateisták, de nem érzik magukat vallási közösséghez, felekezethez tartozónak. Az „ateista” kategóriába tartoznak azok a személyek, akik nem hisznek Isten létezésében, istentagadók. Egyes táblázatokban e két kategória az előbbiben összeolvad.
- Fogyatékosság, tartós betegség

Az úgynevezett különleges adatok közé tartoznak, a népszámlálási törvény alapján a válaszadás e kérdésekre önkéntes.
A 2001-es népszámlálás óta megváltozott a fogyatékosság fogalmának értelmezése Európában. Korábban a fogyatékosságot inkább orvosi értelemben határozták meg a szakemberek, és egészségügyi problémaként tekintettek a jelenségre. Az ezredforduló óta a társadalmi beilleszkedés oldaláról, ennek akadályoztatása szempontjából ítélik meg a fogyatékosságot. Az ENSZ-nek a 2010 körüli európai népszámlálásokra vonatkozó népszámlálási ajánlása – az ENSZ fogyatékos statisztikai Washingtoni Csoportjával összhangban – a fogyatékossággal élőket bizonyos tevékenységeik ellátásában tapasztalt korlátozottság nagyobb valószínűsége szerint határozza meg. Ugyanakkor változtak a fogyatékosságok csoportosítását segítő nomenklatúrák is.
- Háztartás, család
- Épület, lakás

A népszámlálás feldolgozása és közzététele többéves folyamat. Az érdeklődők mielőbbi tájékoztatása érdekében a KSH a magyar népszámlálási szokásoknak 
megfelelően már az adatfeldolgozást megelőzően, az összeírás során külön gyűjtött információk alapján  közread előzetes adatokat a népesség számáról és a lakásállományról.
A minőségi irányelvekkel összhangban, ahol rendelkezésre áll megbízható, pontos belső vagy külső adatforrás, azokat a népszámlálási adatköröket validálják. Ez az egymással összehasonlítható adatok (statisztikai adatfelvételek, adminisztratív adatforrások) mikro- vagy makroszinten történő ellenőrzését, szükség szerinti javítását jelenti. Fontos azonban, hogy a 2011-es cenzus során a KSH a népszámlálás előkészületi munkái során megvizsgálta, hogy a különböző adatok előállíthatók-e regiszterekből, de a kapott eredmények alapján úgy ítélte meg, hogy a rendelkezésre álló forrásokból jó minőségben, teljes körűen nem nyerhetők ki. Azaz a népszámlálás nem helyettesíthető azokkal.
A lakásállomány és népesség-továbbvezetés
A népszámlálások között a népmozgalmi statisztikák (születések száma, halálozások száma, oda- és elvándorlás országon belül, illetve országhatárt átlépő vándorlás) továbbvezetésével nyerhető információ a népesség számára és összetételére vonatkozóan, a népszámláláshoz hasonlóan egy adott időpontról. A népesség létszámáról, nemi és életkor szerinti összetételéről a népszámlálási adatokkal kapott pontos információt a születések számával növelik, a halálozások számával csökkentik, és a nemzetközi vándorlási egyenleggel módosítják az év végi népességszámot.
Magyarországon 1876 óta van minden népmozgalmi eseményre kiterjedő statisztikai megfigyelés. Ettől az időponttól kezdve évente történik a népesség továbbszámítása.
Míg a népszámlálás a tényleges lakónépességről, a továbbvezetett népesség a bejelentett lakónépességről nyújt információt. A népszámlálásból előállítható a továbbvezetett népességszámhoz szükséges lakónépesség fogalma szerinti szám és azzal összevethető, így ellenőrizhető. A népszámlálás eszmei időpontjára a KSH Népmozgalmi statisztikai osztálya állítja elő a továbbvezetett népességszámot összehasonlítási célból.
Az idősorok továbbvezetését gyakorta megnehezíti és problémákat okoz a társadalomtudományi kutatók számára a népszámlálások változó módszertana.
A továbbvezetett lakásállomány a legfontosabb mutatókat tartalmazza: lakások száma, építési év, alapterület, szobaszám, komfortosság, víz-, gáz- csatornaellátottság. A két statisztika által használt fogalmakban itt nincs eltérés, ezért az adatok összehasonlíthatóak egymással.
A Magyarország helységnévtára néven az interneten elérhető helységnévtár Magyarország helységeinek név- és adattára. Ez többek között a népesség, lakásállomány, terület című táblázatban a helység lakónépességének és lakásainak számáról, valamint területének nagyságáról ad évenkénti tájékoztatást. A lakónépesség az 1990-es népszámlálástól, annak végleges adatainak a természetes népmozgalmi (élveszületési, halálozási) statisztika, valamint a belföldi és a nemzetközi vándorlás adatainak felhasználásával, míg a lakásszám az évenkénti lakásépítés és megszűnés egyenlegével továbbszámított adat.
Az évközepi népességszám
Az év eleji és az év végi népességszámok számtani átlagaként kerül meghatározásra az évközepi népességszám, amely a gazdaság- és társadalomstatisztika mutatószámainak kiszámításához szükséges. Ez szintén rendelkezésre áll a főbb demográfiai ismérvek szerint (nem, születési év, kor, családi állapot, terület, állampolgárság) is.

### Mikrocenzus
A népszámlálások között tíz év telik el, és az idő múlásával az adatok pontatlanná válnak. Ez megnehezíti a gazdasági és közigazgatási tervezést, illetve a tudományos kutatást, mivel a rendelkezésre álló adatok már nem mutatják be pontosan Magyarország demográfiai és egyéb viszonyait. Ennek korrigálására bizonyos két népszámlálás között, a lakosság összetételét számos szempontból reprezentáló, de annak csak kisebb részére (néhány százalékára) kiterjedő, mikrocenzusnak nevezett, kis népszámlálást készítenek.

## Története
Az ún. virtuális időpont alapján 1869-es, 1880-as, 1890-es, 1900-as, 1910-es (1910. évi VIII. törvénycikk), 1920-as, 1930-as, 1941-es, 1949-es, 1960-as, 1970-es, 1980-as, 1990-es, 2001-es és 2011-es népszámlálásról beszélünk.
1870-től a népszámlálások során az adott időpontban az összeírás helyén tartózkodó személyeket írták össze bejelentett lakcímüktől függetlenül (jelenlévő népesség). 1900-ig csak a polgári népességet, azt követően az összes népességet (a véderőhöz tartozókkal együtt) vették számba. Az 1960, az 1970 és az 1980 évi népszámlálások adatai már alkalmasak voltak arra, hogy belőlük az összeírás helyén tartózkodásra, valamint a bejelentett lakcímekre vonatkozó kérdések alapján a jelenlévő, illetve a (bejelentett) állandó és a (bejelentett) lakónépesség szerinti népességcsoportosítás is elvégezhető legyen.

Korfa az 1980. és 2001. évi népszámlálás szerint

- A népszámlálásokat általában a népszámlálást követő években külön kötetekben a Központi Statisztikai Hivatal publikálta.
- A második világháború előtti budapesti népszámlálási anyagok a Fővárosi Statisztikai Hivatal közlésében a Budapest székesfőváros statisztikai évkönyve és a Statisztikai közlemények sorozatban az országosnál részletesebben jelentek meg. Népszámlálásokat Budapesten közbülső időpontokban is tartottak.
- Az 1900-as, 1910-es, 1920-as, 1930-as népszámlálás a Magyar Statisztikai Közlemények könyvsorozat részeként jelent meg.
- Egyes településekre vonatkozó külön adatok gyakran a Statisztikai Szemlében jelentek meg.
- 1949 óta nemcsak, mint korábban, tematikus kötetek jelennek meg, hanem megyei összefoglaló kötetek is.
- Az 1990-es népszámlálás interaktív CD-n is megjelent, ebben elsősorban egyes településekre és településrészekre lehet sehol publikálásban meg nem jelent adattáblákat előállítani.
- A 2001-es népszámlálás adatainak nagy része a KSH honlapján elérhető. E honlapon az 1990-es népszámlálás néhány korábban nem hozzáférhető adatsora is tanulmányozható.

### A 2001. évi népszámlálás
A statisztikáról szóló 1993. évi XLVI. törvény 6. § (1) bekezdése értelmében népszámlálások végrehajtásáról külön törvénynek kell intézkednie.
A 2001-es népszámlálás jogalapja az 1999. évi CVIII. törvény volt. A törvény részletes végrehajtásáról a 76/2000. (V.31.) kormányrendelet rendelkezett.

### A 2011. évi népszámlálás
A nép- és lakásszámlálásról szóló 2008. július 9-i 763/2008/EK európai parlamenti és tanácsi rendelet alapján az EU minden tagországában 2011-ben azonos elvek szerint kellett lakás- és népszámlálást végezni. Magyarországon ez a KSH feladata volt a következő szempontok szerint:
A teljes körű megkérdezésen alapuló népszámlálást 2011 őszén tartják, az adatfelvételt 2011. október 1. és 2011. november 30. között kell végrehajtani.

A népszámlálás során az adatszolgáltatás a természetes személyek, a lakások, valamint az intézetek bizonyos adatköreinek összeírására terjed ki.
Természetes személyekre vonatkozóan a következőkre: nem, születési idő, állampolgárság, nemzeti és etnikai kisebbséghez tartozás, családi állapot, jelenlegi és egy évvel korábbi lakóhely, születési hely, háztartások és családok összetétele, iskolai végzettség, gazdasági aktivitás, foglalkozás, munkáltató, lakáshasználat jogcíme.
A lakásokra vonatkozóan: rendeltetés (típus), használat formája, tulajdoni jelleg, lakás-alapterület, építési év, szobák száma, felszereltség. Az intézetekre vonatkozóan: rendeltetés, férőhelyek száma, az üzemeltetés idő szaka.
A népszámlálás során a személy családi és utónevét a kérdőívre felvenni nem szabad.
Az adatszolgáltatás – a nemzeti és etnikai kisebbséghez tartozás, anyanyelv, vallás, tartós betegség, fogyatékosság jelzésének kivételével – kötelező, egyben kötelező a valóságnak megfelelő adatot szolgáltatni.
Nem vonatkozik majd önkéntesen megválaszolható kérdés az egyházhoz, vallási közösséghez tartozásra.
…
A népszámlálás során gyűjtött adatok kizárólag statisztikai célra használhatók. Összeírásnál dokumentumokat nem szabad kérni.

A népszámlálást az elektronikus és papíralapú önkitöltéses, valamint az interjús módszer kombinálásával hajtják végre.
Magyarországon ez volt az első népszámlálás, ahol interneten keresztül is be lehetett adni a kérdőíveket. A lebonyolítás 19 milliárd forintba került.
A kritikák szerint a kérdőívek olyan részletesen kérdeztek rá magánéleti és üzleti adatokra, hogy az utólagos beazonosíthatatlanság nem garantálható.

### A 2022. évi népszámlálás
A soron következő népszámlálást a COVID-19 világjárvány miatt egy évvel elhalasztották. Az előző magyarországi népszámláláshoz hasonlóan lehetőség volt interneten keresztüli részvételre. A népszámlálás 2022. október 1. és november 28. között zajlott, eszmei időpontja 2022. október 1-je 0 óra. Ez volt a magyarországi népszámlálások történetében az első papírmentes népszámlálás, azaz a számlálóbiztosok – a postai értesítőt, a sikertelen kapcsolatfelvételről tájékoztatást adó értesítőket és a sikeres kitöltést igazoló papíron kívül – nem használtak papírt a kérdőív kérdéseire adott válaszok rögzítéséhez.
A KSH először kapott hozzáférést állami adatbázisokhoz, amely alapján pontosítják az adatokat, kiegészítik a hiányokat. A következő népszámlálást már úgy tervezik, hogy azok kizárólag az adatbázisokon alapulnak, így nem kell még interneten sem kitölteni az állampolgároknak semmit.

## Az adatok publikálása
Főképp az 1990-es és a 2000-es években komoly erőfeszítések történtek a népszámlálások történeti szempontból érdekes, de az eredeti kiadványokban hozzá nem férhető anyagának közlésére.
1. Az 1970-es években a Központi Statisztikai Hivatal könyvtárának kiadásában Történeti statisztikai kötetek cím alatt megjelent a háború miatt részletes feldolgozásra nem került 1941. évi népszámlálás anyaga, és ez településsorosan folytatódott a 2. pontban említett kiadványsorozatban történt meg a rendszerváltás után. Az 1941-es népszámlálás területi vonatkozásban még ma sem teljes.
2. Kiadványsorozat indult – a KSH-ban –, amely a történeti anyanyelvi és vallási adatokat a mai településhatárokra átszámítva, tehát összehasonlító módon közli.
3. Kiadványsorozat indult az 1910-es népszámlálás minél részletesebb közlésére, amely az adatokat a megye/nem/iskolázottság/vallás/korcsoport bontásban, illetve megye/nem/vallás/anyanyelv kombinációban közli, mely jelenleg a világ legrészletesebb történeti-társadalomstatisztikai adatközlésének tekinthető (Viktor Karády - Péter Tibor Nagy: Educational inequalities and denominations, 1910) Eddig a Dunántúlt, a keleti Felvidéket és a nyugati Felvidéket, valamint Erdélyt leíró kötetek jelentek meg. A Dunántúlról szóló kiadvány 2010-ben kiadott elektronikus verziójában Budapest adatai is hozzáférhetőek.
4. Digitális reprint készült az 1930-as népszámlálásról.
5. Elektronikusan hozzáférhető adatok többek között:

- Nyárádi R. Károly: Erdély népesedéstörténete
- Karády Viktor - Nagy Péter Tibor: Educational inequalities and denominations - database for Transdanubia, 1910
- A 2001-es népszámlálás eredményei kötetekbe rendezve

1. A Központi Statisztikai Hivatal Könyvtár az Arcanum Adatbázis Kft. közreműködésével az 1784 és 1996 közötti összes népszámlálás és mikrocenzus (kis népszámlálás) kiadványait hozzáférhetővé tette a Népszámlálási Digitális Adattárában.

## Adatvédelmi jogszabályok
A statisztikai adatgyűjtés alapvető szabályát, hogy egyedi adat csak statisztikai célokat szolgálhat, illetékteleneknek át nem adható, továbbá nyilvánosságra nem hozható, már az 1929. évi XIX. törvénycikk is tartalmazta.